# Albert Bushnell Hart

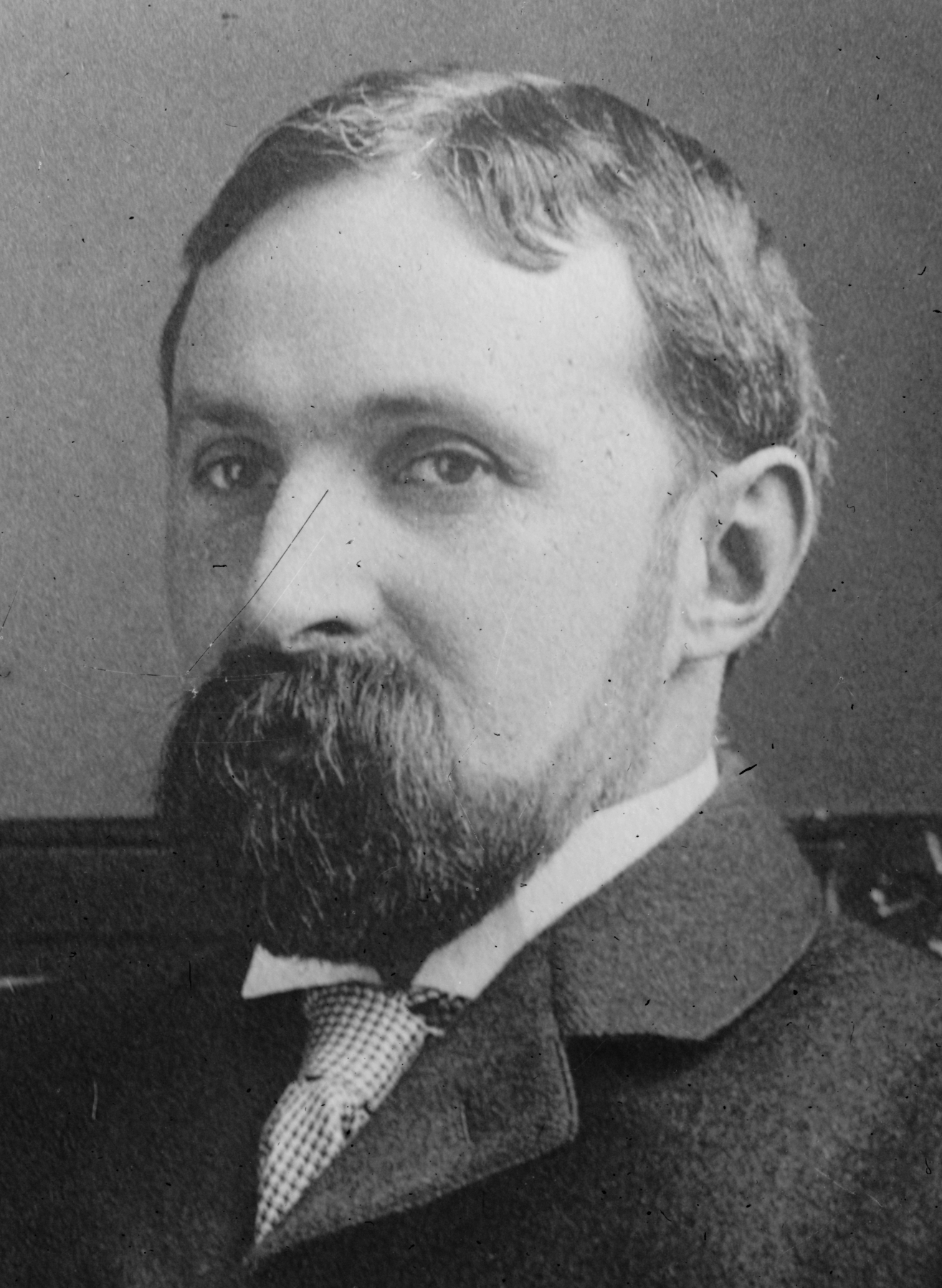
Albert Bushnell Hart

Albert Bushnell Hart (* 1. Juli 1854 in Clark, Pennsylvania; † 16. Juni 1943) war ein US-amerikanischer Historiker und Politikwissenschaftler, der als Professor an der Harvard University lehrte. 1909 amtierte er als Präsident der American Historical Association (AHA) und 1911/12 als Präsident der American Political Science Association (APSA).
Hart studierte in Deutschland und wurde 1883 an der Albert-Ludwigs-Universität Freiburg promoviert. Nach seiner Rückkehr in die USA war er Professor für Geschichte und Regierungslehre an der Harvard University, bis er 1926 pensioniert wurde. Zu seinen Schülern zählten Franklin D. Roosevelt und W.E.B. Dubois. Sein wichtigstes Editionsprojekt war das 28-bändige Werk The American Nation. A History from Original Sources by Associated Scholars (1904–18).
1916 wurde Hart in die American Academy of Arts and Sciences gewählt.

## Schriften (Auswahl)
- Formation of the Union, 1750-1829. Longmans, Green and Co., New York 1910
- Essentials in American history. American book company, New York/Cincinnati 1905.
- Actual government as applied under American conditions. Longmans, Green, New York 1903.
- Camps and firesides of the revolution. The Macmillan Company, New York 1902.
- Commonwealth History of Massachusetts, colony, province and state. The States History Company, New York, OCLC 1543273 (5 Bände, 1927–30).